# Университет Консепсьона
Университет Консепсьона (исп. Universidad de Concepción; также известен по своей аббревиатуре: UdeC) — один из самых престижных университетов в Чили и третий по времени основания университет в стране. Это первый университет, который основали на юге Чили. Университет входит в ассоциацию «Совета ректоров чилийских университетов» и относится к сети университетов «Южный крест». Основной университетский городок (кампус) расположен в Консепсьоне, а дополнительные кампусы — в Чильяне и Лос-Анхелесе.
В соответствии с одним из самых известных рейтингов университетов в мире «QS World University Rankings», университет Консепсьона занял в 2012 году девятое место в Латинской Америке. В 2011 году в рейтинге «CSIC» он стал вторым в Чили и 19-м в Латинской Америке. В 2010 году латиноамериканский бизнес-журнал «AméricaEconomía» в рейтинге «SIR Iberoamerican Ranking» присудил ему 3-е место в стране.

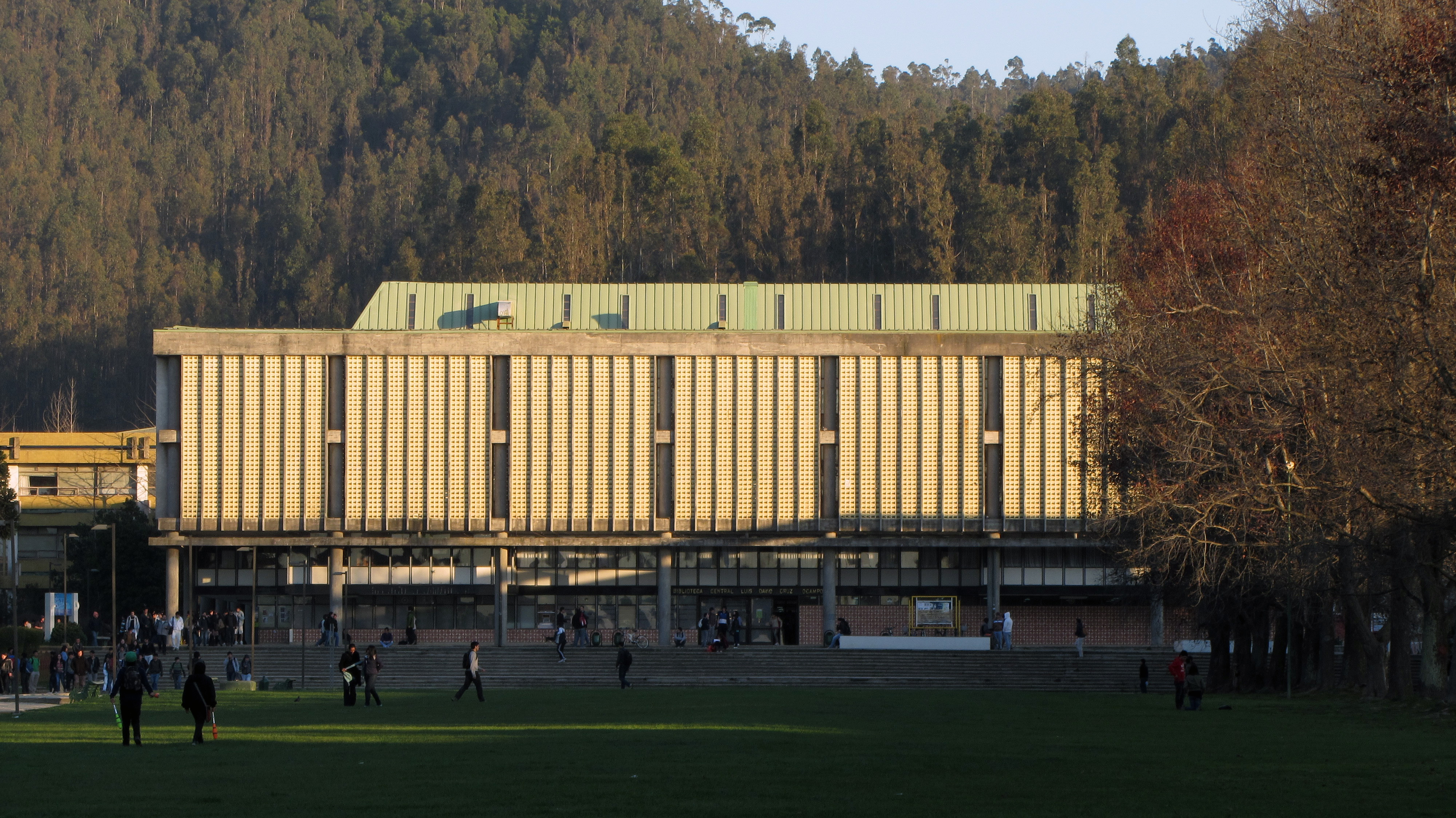
Главная центральная библиотека
университета

Университету принадлежит сеть из 11 библиотек. Главная центральная библиотека занимает площадь 10 000 м2 на пяти этажах, в ней хранится 100 000 книг, журналов, диссертаций, газет и т. п.

## История

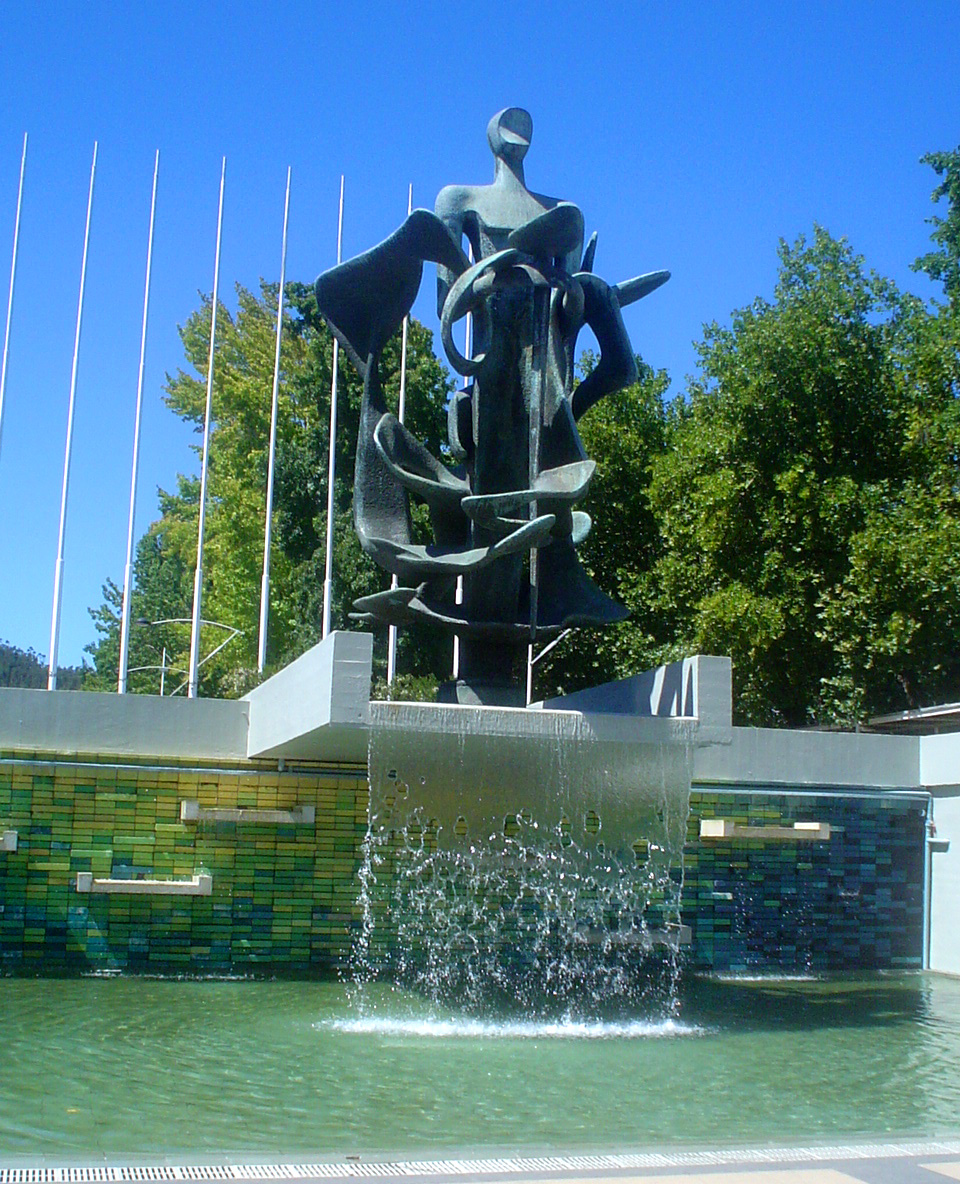
Скульптура в честь основателей университета

### Предпосылки основания
В конце XIX и начале XX века многие ученые из Консепсьона стали просить о создании университета на юге Чили, чтобы иметь возможность вести научную деятельность за пределами столицы Чили — Сантьяго. Однако, этот замысел подразумевал масштабный проект, который требовал значительных организационных усилий.

### Комитет по строительству университета
Для учреждения университета был организован комитет «Pro университет» в количестве 33 человек. Известными членами комитета были Энрике Молина Гармендиа, Эдмундо Ларенас Гусман, Вирхинио Гомес и Педро Ноласко (исп. Pedro Nolasco). Комитет также обязался построить клиническую больницу, которая должна была стать основой медицинской школы при университете. 23 марта 1917 года состоялась первая официальная встреча членов комитета с гражданами Консепсьона. После дебатов с гражданами комитет взял на себя ответственность по реализации этих двух проектов.
14 мая 1919 года, после утверждения документов о создании университета Национальным Конгрессом Чили, Энрике Молина Гармендиа стал его первым ректором. В настоящее время университет финансируется несколькими организациями, которые входят в Корпорацию университета Консепсьона (исп. Corporación Universidad de Concepción), среди которых значимый вклад вносит местная лотерея. Благодаря этому финансированию университет Консепсьона стал одним из самых современных и значимых университетов в Чили.

## Структура университета
Университет Консепсьона делится на три университетских городка, расположенных в Консепсьоне, Чильяне и Лос-Анхелесе, главным из которых является кампус в Консепсьоне.

### Кампус в Консепсьоне

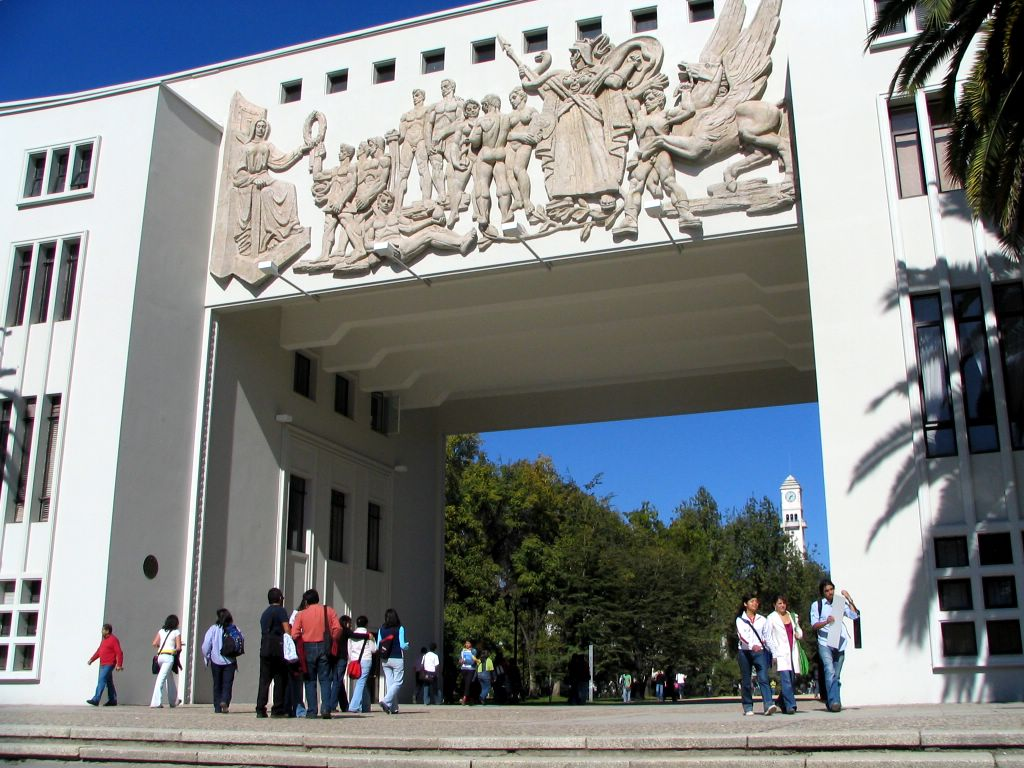
Триумфальная арка посвященная медицине у входа в кампус Консепсьона

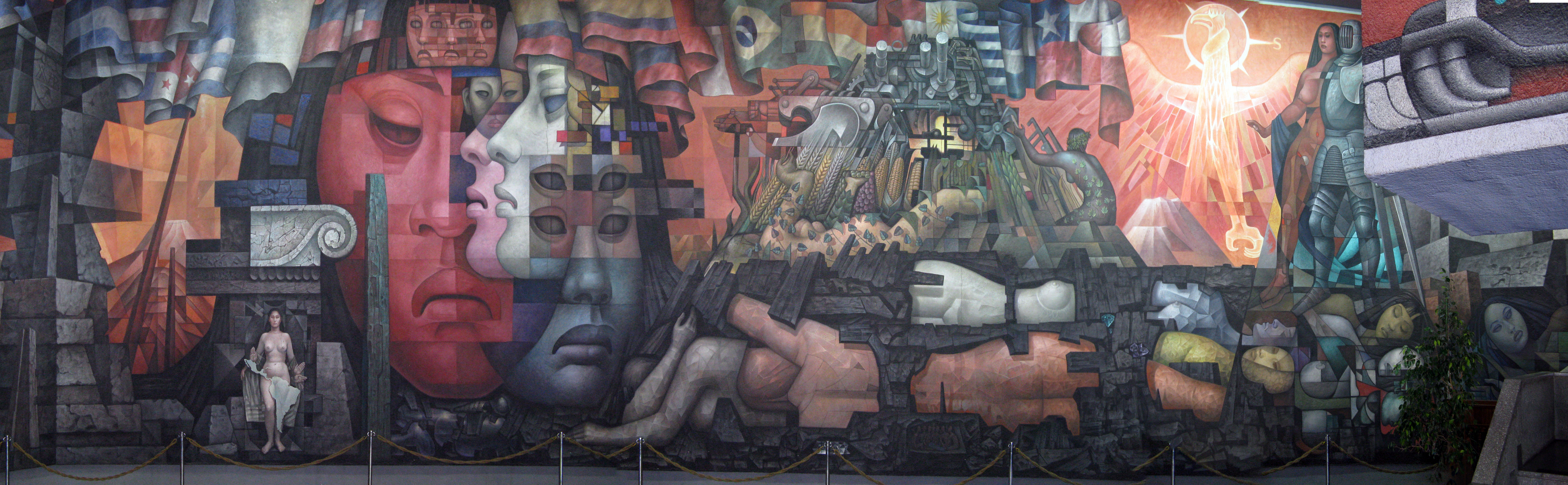
Подарок от Мексиканского правительства университету в 1960-гг.: фреска Джорджа Гонсалеса Камарена

Кампус расположен в университетском районе, который называется «Ciudad Universitaria» («Университет города»). Район содержит музеи, скульптуры и парки. Кампус начал научную деятельность с 1919 года. Сегодня на территории кампуса площадью 1 425 900 м2 расположены образовательные здания науки и техники, культуры и научно-исследовательский центр Консепсьона. На территории кампуса находится Чилийский художественный музей Каса-дель-Арте Хосе Клементе Ороско (известный как Каса-дель-Арте, Дом искусств или как Пинакотека). В нём находится самая большая коллекция в стране картин за пределами столицы — Сантьяго. Одна из самых известных работ в нём — это фреска кисти мексиканского художника Хорхе Гонсалеса Камарены, которая расположена в холле дома искусств университета Консепсьона и называется «Объединение стран Латинской Америки» (исп. «Presencia de América Latina», известна также как исп. «Integración de América Latina»). Главная тема фрески — единство и братство различных латиноамериканских культур. Фреска выполнена на площади в 300 м2 на стене акрилом на грубой штукатурке. Она была написана в период с ноября 1964 года по апрель 1965. Эта фреска является подарком мексиканского правительства.
В 2010 году кампус был признан одной из главных архитектурных работ в Чили первой половине XX века и получил архитектурную награду «Obra Bicentenario». Эта награда вручается за значительные работы, совершенные в последние 100 лет, которые изменили лицо городов Чили и улучшили качество жизни их жителей.

### Кампус в Чильяне
Этот кампус был основан в 1954 году при поддержке многих институтов, таких как Организация Объединенных Наций, ОАГ, американские и европейские университеты и другие. Этот кампус в основном сосредоточен на сельскохозяйственных науках и имеет приблизительно 1400 студентов, более 100 преподавателей и 250 административных сотрудников на 2011 год. Он расположен на площади в 100 га.

### Кампус в Лос-Анхелесе
Кампус в Лос-Анхелесе был основан в 1962 году по просьбе жителей Лос-Анхелеса, обращенной к ректору университета Давиду Стичкину Брановеру. В настоящее время кампус имеет 1700 студентов и 58 преподавателей.

## Факультеты университета
Университет Консепсьона состоит из 18 школ, департаментов и кафедр:
- Департамент агрономии.
- Отдел архитектуры, градостроительства и географии.
- Отделение биологических наук.
- Школа экономики и делового администрирования.
- Отдел физических наук и математики.
- Департамент лесного хозяйства.
- Школа права и социальных наук.
- Департамент природных и океанографических наук.
- Департамент химических наук.
- Кафедра социальных наук.
- Школа ветеринарных наук.
- Школа образования.
- Кафедра фармацевтической химии.
- Школа гуманитарных и искусств.
- Инженерная кафедра.
- Департамент сельскохозяйственного машиностроения.
- Школа медицины.
- Школа стоматологии.

## Ректоры университета
| Ректор                                                          | Период    |
| Энрике Молина Гармендиа (исп. Enrique Molina Garmendia)         | 1919-1956 |
| Давид Стичкин Брановер (исп. David Stitchkin Branover)          | 1956-1962 |
| Игнасио Гонсалес Хиноувес (исп. Ignacio González Ginouvés)      | 1962-1968 |
| Давид Стичкин Брановер (исп. David Stitchkin Branover)          | 1968      |
| Эдгардо Энрикес Фродден (исп. Edgardo Enríquez Frödden)         | 1969-1972 |
| Карлос Фон Плессинг Бенч (исп. Carlos Von Plessing Baentsch)    | 1973      |
| Гильермо Гонсалес Бастиас (исп. Guillermo González Bastias)     | 1973-1975 |
| Генрих Рохна Виола (исп. Heinrich Rochna Viola)                 | 1975-1980 |
| Гильермо Клерикус Эчегойен (исп. Guillermo Clericus Etchegoyen) | 1980-1987 |
| Карлос Фон Плессинг Бенч (исп. Carlos Von Plessing Baentsch)    | 1987-1990 |
| Сезар Аугусто Парра Муньос (исп. César Augusto Parra Muñoz)     | 1990-1997 |
| Серхио Лаванчи Мерино (исп. Sergio Lavanchy Merino)             | 1998 -    |